# Golfclub Broekpolder
Golfclub Broekpolder is een golfclub in de Nederlandse plaats Vlaardingen.

## Geschiedenis
De leden van de 'oude Rotterdamsche' wilden graag een 18 holesbaan hebben, en daar was in Kralingen geen ruimte voor. In 1981 besloten zij de Broekpolder Golf Club op te richten en een baan aan te leggen in de met havenslib opgehoogde polder Broekpolder.
Op 4 juni 1983 werd de baan geopend door voorzitter Hans Catz. Ook prins Bernhard, amateurgolfkampioen Robbie van Erven Dorens en toenmalig voorzitter van de NGF Jan Willem Verloop, waren aanwezig.

## Toernooien

### Dutch Ladies Open
Het Dutch Open van de Ladies European Tour werd drie keer op Broekpolder gespeeld.
Winnaars
- 2010:  Florentyna Parker.
- 2011:  Melissa Reid
- 2012:  Carlota Ciganda

### Rotterdam International Open 2005
Eenmalig is in september 2005 het Rotterdams Open gehouden. Het was een toernooi van de Challenge Tour. Het toernooi werd gewonnen door Per G. Nyman. Beste Nederlander was Alain Ruiz Fonhof, beste Belg was Nicolas Vanhootegem. Inder van Weerelt en Edward de Jong haalden ook de cut.

### International Broekpolder Golf Tournament
In 1983 werd het toernoot opgezet onder de naam Europees Kampioenschap Teaching Pro's. Later werd de naam gewijzigd in International Broekpolder Golf Tournament. Het werd altijd op Broekpolder gespeeld. Vanaf het begin was het een 4-daags toernooi. 
Winnaars
- 1983:  Cees Renders
- 1984:  Donald Armour
- 1985:  John Woof
- 1986:  Stuart Brown
- 1987:  Jim Rhodes
- 1988:  Russell Weir

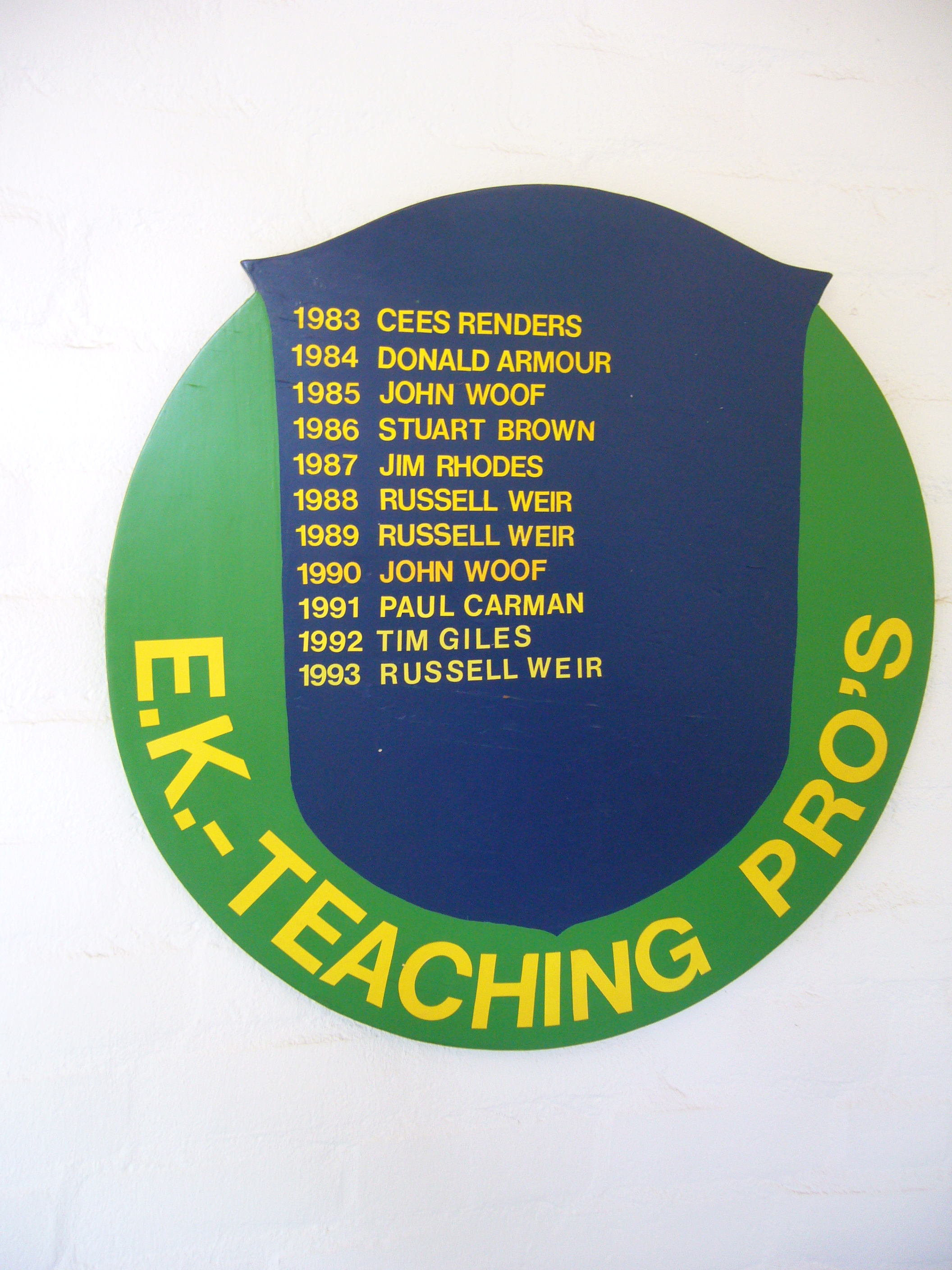

- 1989:  Russell Weir met −3, Jonas Saxton en Alan Saddington worden 3de met +1.
- 1990:  John Woof
- 1991:  Paul Carman
- 1992:  Tim Giles
- 1993:  Russell Weir

### Broekpolder Pro Golf Tour International Open 2018
Golfclub Broekpolder organiseert van 5 tot en met 7 juli 2018 het 'Broekpolder International Open', een toernooi voor professionele golfers en topamateurs op de Pro Golf Tour. Na de European Tour en de Challenge Tour is de Pro Golf Tour het derde Europese circuit voor professionele golfers.

## Trivia

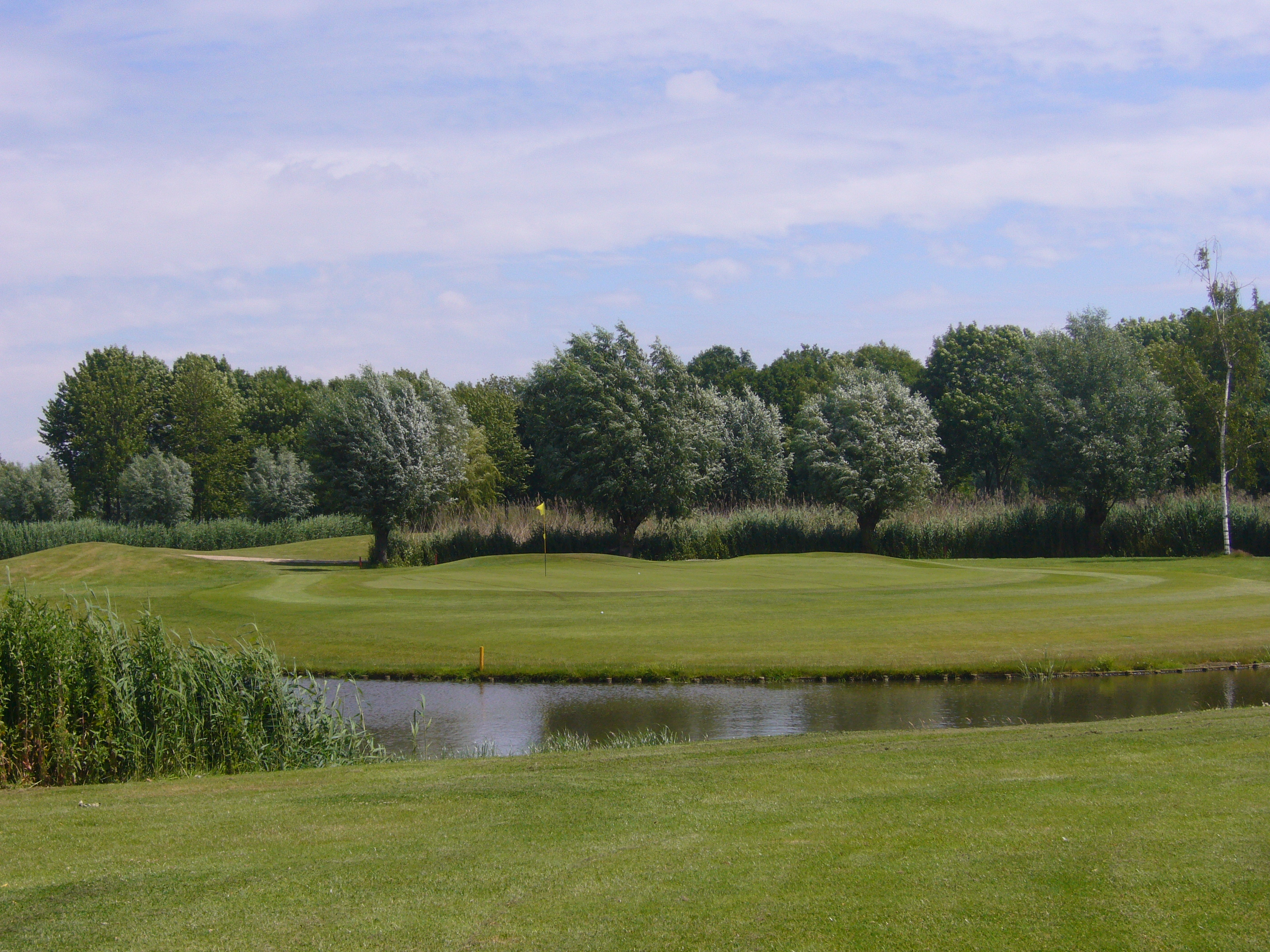

- In juli 2012 kreeg Broekpolder het internationale GEO-certificaat (Golf Environment Organization) van de Nederlandse Golf Federatie[1]
- Langs hole 2 loopt de Boonervliet en langs hole 12 loopt de Vlaardingervaart.